# Nicole Dzurko
Nicole Malina Dzurko (13 de mayo de 2000) es una deportista estadounidense que compite en natación sincronizada. Ganó dos medallas en el Campeonato Mundial de Natación, plata en 2023 y bronce en 2024.

## Palmarés internacional
| Campeonato Mundial | Campeonato Mundial | Campeonato Mundial | Campeonato Mundial |
| Año                | Lugar              | Medalla            | Prueba             |
| ------------------ | ------------------ | ------------------ | ------------------ |
| 2023               | Fukuoka (Japón)    | Medalla de plata   | Rutina acrobática  |
| 2024               | Doha (Catar)       | Medalla de bronce  | Rutina acrobática  |